# Bontăieni
Bontăieni – wieś w Rumunii, w okręgu Marmarosz, w gminie Șișești. W 2011 roku liczyła 249 mieszkańców.